# روديغر هينينج
روديغر هينينج (بالألمانية: Rüdiger Henning)‏ هو مجدف ألماني، ولد في 5 نوفمبر 1943 في برلين في ألمانيا.

## وصلات خارجية
- روديغر هينينج على موقع الاتحاد الدولي للتجديف (الإنجليزية)
- روديغر هينينج على موقع اللجنة الأولمبية الدولية (الإنجليزية)
- روديغر هينينج على موقع أوليمبيديا (الإنجليزية)